# Robécourt
Robécourt település Franciaországban, Vosges megyében. Lakosainak száma 104 fő (2022. január 1.). Robécourt Chaumont-la-Ville, Blevaincourt, Sauville és Vrécourt községekkel határos.

## Népesség
A település népessége az elmúlt években az alábbi módon változott:
| Lakosok száma | 114  | 110  | 108  | 107  | 106  | 105  | 103  | 104  |
|               | 2013 | 2015 | 2017 | 2018 | 2019 | 2020 | 2021 | 2022 |